# گروه دامتیک
گروه دامتیک (انگلیسی: Dometic Group) شرکت لوازم خانگی سوئدی است، که در سال ۲۰۰۱ تأسیس شد.